# Bình Châu, Hồng Kông
Bình Châu (tiếng Trung: 坪洲, bính âm: Píngzhōu, Việt bính: ping4 zau1, tiếng Anh: Peng Chau) là một hòn đảo nhỏ nằm ở phía đông bắc bờ biển đảo Lạn Đầu (Lantau). Về mặt hành chính, đảo này là một phần của quận Li Đảo của Đặc khu hành chính Hồng Kông. Nó có diện tích 0,98 km².
Bình Châu được biết tới vì phong cách sống trên đảo nhỏ của nó, khả năng tiếp cận các hải sản tươi sống và nhiều chùa chiền nằm khắp đảo (bao gồm cả đền Thiên Hậu được xây dựng năm 1792). Điểm cao nhất trên đảo này là đồi Finger, cao 95 m và tạo ra các cơ hội đi bộ cho những ai muốn tìm kiếm chúng.

## Giao thông vận tải
Phương thức vận tải chính trên đảo là xe đạp; tại đây không có các loại xe có động cơ, ngoài một số xe cấp cứu và xây dựng (do từ tháng 4 năm 2003 người ta đã tiến hành công tác cải tạo và phục hồi đất đai thoái hóa tại đây).
Có thể tới đảo Bình Châu bằng phà từ quận Trung Tây trên đảo Hồng Kông (của Hong Kong & Kowloon Ferry Ltd) hoặc bằng phà từ Mai Oa (Mui Wo), Chi Ma Loan (Chi Ma Wan) và Trường Châu (Cheung Chau) (của New World First Ferry Services Ltd), hoặc bằng phà nhai độ (kai-to) từ vịnh Discovery trên đảo Lạn Đầu. Máy bay trực thăng đôi khi cũng được sử dụng trong các trường hợp cấp cứu.